# رواجحه (روستا)
 رواجحه  به عربی ( الرَرواجحة )، روستایی است در دهستان اثاور از توابع استان رَیمه در کشور یمن در شبه جزیره عربستان.

## جمعیت
جمعیت آن (۷۶ ) نفر (۸ خانوار) می‌باشد.